# Сейсмічність Словаччини
Територія Словаччини — характеризується відносно помірною сейсмічністю.

## Загальна характеристика
На території Словаччини землетруси можуть досягати 5-7 балів (за шкалою Ріхтера). Більша частина зареєстрованих у Словаччині землетрусів мали епіцентри за межами її території  — в сусідніх областях молодого гороутворення в Альпах і Карпатах. Проте, неспокійним в сейсмічному плані є район міста Гуменного, де досить потужні землетруси виникали, як в далекому 1778 році, так і в сучасному 2023 році.

## Землетруси у минулі століття
В 1778 році, в районі міста Гуменного (Словаччина) стався потужний землетрус, який відчувався фактично по території всього Заходу України, Польщі, Словаччини і Чехії. Всього в Гуменному було чотири досить сильні землетруси, один за одним, при цьому спостерігалися сильні руйнування.

## Землетруси XXI століття

### 2003
21 травня 2003 року, в Словаччині стався сильно відчутний (за шкалою інтенсивності МSK-64) землетрус силою 4,2 балів (за шкалою Ріхтера). За інформацією геофізичного інституту Словаччини, землетрус стався на південному сході країни, поштовхи були зафіксовані у Зборниці, Михаловці та Гуменному. Постраждало декілька будівель.

### 2021
28 січня 2021 року, в Словаччині зафіксовано відчутний (за шкалою інтенсивності МSK-64) землетрус потужністю 3,1 балів (за шкалою Ріхтера). За повідомленням Словацької академії наук, епіцентр землетрусу знаходився на заході країни поблизу населених пунктів Нова Ліхота біля міст Нітра та Гандлова.

### 2023
9 жовтня 2023 року, близько 20:23 за місцевим часом (21:23 за київським часом), в поясі гірських хребтів Карпат на території Словаччини стався помірний (за шкалою інтенсивності МSK-64) землетрус за різними оцінками силою від 5,1 до 5,4 балів (за шкалою Ріхтера). За інформацією відділу сейсмічності Карпатського регіону Інституту геофізики ім. С. І. Субботіна НАН України, епіцентр землетрусу знаходився в селі Нова Келча за 19 км від міста Гуменного (за іншими даними - поблизу міста Стропківа) на території Словаччини. Цей землетрус був середнього класу на глибині 20 км. Поштовхи від землетрусу були відчутні в сусідніх державах – Польщі, на півдні Угорщини та в Україні, а саме: в Закарпатській області, а також у місті Львові та Львівській області.